# Luzinópolis
Luzinópolis es un municipio brasileño del estado del Tocantins. Se localiza a una latitud 6°10′56″ S y a una longitud 47°51′22″ O, estando a una altitud de 250 metros. Su población estimada en 2004 era de 2 302 habitantes.
Posee un área de 280,865 km².